# Фудбалска репрезентација Уругваја
Фудбалска репрезентација Уругваја (шп. Selección de fútbol de Uruguay) национални је фудбалски тим који представља Уругвај на међународним такмичењима и под контролом је Фудбалског савеза Уругваја.
Уругвај је два пута освојио Светско првенство, први пут је освојио на првом Светском првенству 1930. године када је био домаћин, победивши у финалу Аргентину са 4:2. Други пут првенство је освојио 1950. године, када је у финалу са 2:1 победио Бразил. Такође, освојио је две златне медаље на Летњим Олимпијским играма, 1924. и 1928, пре стварања Светског првенства. Уругвај је освојио више међународних титула (19) у 20. веку него било која друга земља у свету и још увек држи овај рекорд, иако га сад дели заједно са Аргентином.
Њихов успех увећава чињеница да Уругвај има веома мало становника. Уругвај је једина земља у свету која је освојила Светско првенство а да има мање од 4 милиона становника и по томе је далеко најмања нација која је то учинила. Друга најмања нација која је освојила Светско првенство је Аргентина са преко 40 милиона становника. У ствари, само седам нација са популацијом мањом од Уругваја је до сада учествовало на Светском првенству: Северна Ирска (3 пута), Велс, Кувајт, Јамајка, Словенија, Тринидад и Тобаго и Панама. Уругвај је такође најмања нација која је освојила олимпијску медаљу у било ком тимском спорту.
Уругвај је такође и најмањи члан КОНМЕБОЛ-а, Јужноамеричке фудбалске конфедерације. Без обзира на то, Уругвај је освојио 15 пута Копа Америку, што је рекорд првенства.

## Резултати на међународним такмичењима

### Свјетско првенство
Првак    Другопласирани    Трећепласирани    Четвртопласирани  
| Резултати на Свјетском првенству | Резултати на Свјетском првенству | Резултати на Свјетском првенству | Резултати на Свјетском првенству | Резултати на Свјетском првенству | Резултати на Свјетском првенству | Резултати на Свјетском првенству | Резултати на Свјетском првенству | Резултати на Свјетском првенству | Резултати у квалификацијама за Свјетско првенство | Резултати у квалификацијама за Свјетско првенство | Резултати у квалификацијама за Свјетско првенство | Резултати у квалификацијама за Свјетско првенство | Резултати у квалификацијама за Свјетско првенство | Резултати у квалификацијама за Свјетско првенство |
| Година                           | Коло                             | Мјесто                           | И                                | П                                | Н*                               | ПР                               | ДГ                               | ПГ                               | И                                                 | П                                                 | Н*                                                | И                                                 | ДГ                                                | ПГ                                                |
| -------------------------------- | -------------------------------- | -------------------------------- | -------------------------------- | -------------------------------- | -------------------------------- | -------------------------------- | -------------------------------- | -------------------------------- | ------------------------------------------------- | ------------------------------------------------- | ------------------------------------------------- | ------------------------------------------------- | ------------------------------------------------- | ------------------------------------------------- |
| 1930                             | Првак                            | 1.                               | 4                                | 4                                | 0                                | 0                                | 15                               | 3                                | Квалификовао се као домаћин                       | Квалификовао се као домаћин                       | Квалификовао се као домаћин                       | Квалификовао се као домаћин                       | Квалификовао се као домаћин                       | Квалификовао се као домаћин                       |
| 1934                             | Одбио да учествује               | Одбио да учествује               | Одбио да учествује               | Одбио да учествује               | Одбио да учествује               | Одбио да учествује               | Одбио да учествује               | Одбио да учествује               | Квалификовао се као актуелни првак                | Квалификовао се као актуелни првак                | Квалификовао се као актуелни првак                | Квалификовао се као актуелни првак                | Квалификовао се као актуелни првак                | Квалификовао се као актуелни првак                |
| 1938                             | Одбио да учествује               | Одбио да учествује               | Одбио да учествује               | Одбио да учествује               | Одбио да учествује               | Одбио да учествује               | Одбио да учествује               | Одбио да учествује               | Одбио је да учествује                             | Одбио је да учествује                             | Одбио је да учествује                             | Одбио је да учествује                             | Одбио је да учествује                             | Одбио је да учествује                             |
| 1950                             | Првак                            | 1.                               | 4                                | 3                                | 1                                | 0                                | 15                               | 5                                | Квалификовао се аутоматски***                     | Квалификовао се аутоматски***                     | Квалификовао се аутоматски***                     | Квалификовао се аутоматски***                     | Квалификовао се аутоматски***                     | Квалификовао се аутоматски***                     |
| 1954                             | Полуфинале                       | 4.                               | 5                                | 3                                | 0                                | 2                                | 16                               | 9                                | Квалификовао се као актуелни првак                | Квалификовао се као актуелни првак                | Квалификовао се као актуелни првак                | Квалификовао се као актуелни првак                | Квалификовао се као актуелни првак                | Квалификовао се као актуелни првак                |
| 1958                             | Није се квалификовао             | Није се квалификовао             | Није се квалификовао             | Није се квалификовао             | Није се квалификовао             | Није се квалификовао             | Није се квалификовао             | Није се квалификовао             | 4                                                 | 2                                                 | 1                                                 | 1                                                 | 4                                                 | 6                                                 |
| 1962                             | Групна фаза                      | 13.                              | 3                                | 1                                | 0                                | 2                                | 4                                | 6                                | 2                                                 | 1                                                 | 1                                                 | 0                                                 | 3                                                 | 2                                                 |
| 1966                             | Четвртфинале                     | 7.                               | 4                                | 1                                | 2                                | 1                                | 2                                | 5                                | 4                                                 | 4                                                 | 0                                                 | 0                                                 | 11                                                | 2                                                 |
| 1970                             | Полуфинале                       | 4.                               | 6                                | 2                                | 1                                | 3                                | 4                                | 5                                | 4                                                 | 3                                                 | 1                                                 | 0                                                 | 5                                                 | 0                                                 |
| 1974                             | Групна фаза                      | 13.                              | 3                                | 0                                | 1                                | 2                                | 1                                | 6                                | 4                                                 | 2                                                 | 1                                                 | 1                                                 | 6                                                 | 2                                                 |
| 1978                             | Није се квалификовао             | Није се квалификовао             | Није се квалификовао             | Није се квалификовао             | Није се квалификовао             | Није се квалификовао             | Није се квалификовао             | Није се квалификовао             | 4                                                 | 1                                                 | 2                                                 | 1                                                 | 5                                                 | 4                                                 |
| 1982                             | Није се квалификовао             | Није се квалификовао             | Није се квалификовао             | Није се квалификовао             | Није се квалификовао             | Није се квалификовао             | Није се квалификовао             | Није се квалификовао             | 4                                                 | 1                                                 | 2                                                 | 1                                                 | 5                                                 | 5                                                 |
| 1986                             | Осмина финала                    | 16.                              | 4                                | 0                                | 2                                | 2                                | 2                                | 8                                | 4                                                 | 3                                                 | 0                                                 | 1                                                 | 6                                                 | 4                                                 |
| 1990                             | Осмина финала                    | 16.                              | 4                                | 1                                | 1                                | 2                                | 2                                | 5                                | 4                                                 | 3                                                 | 0                                                 | 1                                                 | 7                                                 | 2                                                 |
| 1994                             | Није се квалификовао             | Није се квалификовао             | Није се квалификовао             | Није се квалификовао             | Није се квалификовао             | Није се квалификовао             | Није се квалификовао             | Није се квалификовао             | 8                                                 | 4                                                 | 2                                                 | 2                                                 | 10                                                | 7                                                 |
| 1998                             | Није се квалификовао             | Није се квалификовао             | Није се квалификовао             | Није се квалификовао             | Није се квалификовао             | Није се квалификовао             | Није се квалификовао             | Није се квалификовао             | 16                                                | 6                                                 | 3                                                 | 7                                                 | 18                                                | 21                                                |
| 2002                             | Групна фаза                      | 26.                              | 3                                | 0                                | 2                                | 1                                | 4                                | 5                                | 20                                                | 8                                                 | 6                                                 | 6                                                 | 22                                                | 14                                                |
| 2006                             | Није се квалификовао             | Није се квалификовао             | Није се квалификовао             | Није се квалификовао             | Није се квалификовао             | Није се квалификовао             | Није се квалификовао             | Није се квалификовао             | 20                                                | 7                                                 | 7                                                 | 6                                                 | 24                                                | 29                                                |
| 2010                             | Полуфинале                       | 4.                               | 7                                | 3                                | 2(1*)                            | 2                                | 11                               | 8                                | 20                                                | 7                                                 | 7                                                 | 6                                                 | 30                                                | 21                                                |
| 2014                             | Осмина финала                    | 12.                              | 4                                | 2                                | 0                                | 2                                | 4                                | 6                                | 18                                                | 8                                                 | 5                                                 | 5                                                 | 30                                                | 25                                                |
| 2018                             | Четвртфинале                     | 5.                               | 5                                | 4                                | 0                                | 1                                | 7                                | 3                                | 18                                                | 9                                                 | 4                                                 | 5                                                 | 32                                                | 20                                                |
| 2022                             | Групна фаза                      | 20.                              | 3                                | 1                                | 1                                | 1                                | 2                                | 2                                | 18                                                | 8                                                 | 4                                                 | 6                                                 | 22                                                | 22                                                |
| Укупно                           | 2 титуле                         | 14/22                            | 59                               | 25                               | 13                               | 21                               | 89                               | 76                               | 172                                               | 77                                                | 46                                                | 49                                                | 240                                               | 186                                               |

*Ремији укључују и мечеве елиминационе фазе који су ријешени након пенала;
**Црвена боја значи да је био домаћин првенства.
***Уругвај, Чиле, Боливија и Парагвај су се квалификовали аутоматски након што су Аргентина, Еквадор и Перу одустали од учешћа.

### Амерички куп
| 1916. | Првак      | 1939. | 2. место   | 1967. | Првак        | 2011. | Првак     |
| 1917. | Првак      | 1941. | 2. место   | 1975. | Полуфинале   | 2015. | 7. место  |
| 1919. | 2. место   | 1942. | Првак      | 1979. | 1 коло       | 2016. | 11. место |
| 1920. | Првак      | 1945. | 4. место   | 1983. | Првак        | 2019. | 6. место  |
| 1921. | 3. место   | 1946. | 4. место   | 1987. | Првак        | 2021. |           |
| 1922. | 3. место   | 1947. | 3. место   | 1989. | 2. место     | 2024. |           |
| 1923  | Првак      | 1949. | 6. место   | 1991. | 1 коло       |       |           |
| 1924. | Првак      | 1953. | 3. место   | 1993. | Четвртфинале |       |           |
| 1925. | Повукла се | 1955. | 4. место   | 1995. | Првак        |       |           |
| 1926. | Првак      | 1956. | Првак      | 1997. | 1 коло       |       |           |
| 1927. | 2. место   | 1957. | 3. место   | 1999. | 2. место     |       |           |
| 1929. | 3. место   | 1959. | 6. место   | 2001. | 4. место     |       |           |
| 1935. | Првак      | 1959. | Првак      | 2004. | 3. место     |       |           |
| 1937. | 3. место   | 1963. | Повукла се | 2007. | 4. место     |       |           |
|       |            |       |            |       |              |       |           |

- Првенство оивичено црвеном бојом означава да је турнир одржан на домаћем терену (у Уругвају).

## Опрема
Тренутна Уругвајска опрема је усвојена 1910. као омаж сада угашеном клубу ФК Ривер Плејту, једном од четири велика клуба раног уругвајског фудбала; репрезентација је усвојила светлоплави гостујући дрес клуба као њихове домаће дресове. Тренутни уругвајски „Ривер“ клуб, Ривер Плата, не треба га мешати са још познатијим аргентинским клубом Ривер Платом, користи домаће и гостујуће дресове сличне онима које је користио стари историјски клуб.
Први међународни меч који је укључивао неки уругвајски тим је одржан у Монтевидеу 1889, против "Тима Буенос Ајреса (Buenos Aires Team)". „Монтевидео тим“, први тим који је представљао Уругвај, био је сачињен од играча и даље постојећег Монтевидео крикет клуба, који не учествује у фудбалу данас. Прва званична међународна утакмица је играна у Монтевидеу 1901; том приликом, уругвајски тим је носио опрему тима из Монтевидеа ФК Албиона, Албион је у ствари био први домаћи клуб који је победио у утакмици изван Уругваја, у мечу 1896. против аргентинског клуба Retiro у Буенос Ајресу.
Између 1901-1910 Уругвај је носио различиту опрему током утакмица, укључујући зелене и беле мајце, па чак и дресове по узору на заставу Артигаса. Током мечева са Аргентином, би носио дресове са вертикалним плавим и белим пругама, док би Аргентинци носили тиркизне дресове. После 1910, два тима су заменила стилове, Аргентина је усвојила дресове са плавим и белим вертикалним пругама, а Уругвај дресове са светлоплавом бојом.
Црвени дресови који се данас користе као резервна варијанта су први пут коришћени на Америчком купу 1935., који се одржавао у Перуу, који је Уругвај освојио. После тога се није носио до 1991, када је поново усвојен као резервни дрес.
Четири звезде се налазе изнад грба на дресу Уругваја. Две означавају победе на Светским првенствима 1930. и 1950, а друге две представљају златне медаље освојене на Летњим Олимпијским играма 1924. и 1928, које је у то време представљало најзначајније међународно фудбалско такмичење.
| 1889 (комплет ФК Монтевидео) | 1901 · (комплет ФК Албион) · | 1901 - 1910 · | 1901 - 1910 · | 1901 - 1910 · | 1901 - 1910 · |

| 1901 - 1910 | 1910 - 1934 | 1935 | 1936 - 1990 | 1991 - 1996 | 1997—сада |

## Стадион
Од 1930, Уругвај своје домаће мечеве игра на стадиону Сентенарио који се налази у главном граду Уругваја Монтевидеу. Стадион је изграђен за прославу стогодишњице независности Уругваја и имао је капацитет од 100.000 гледалаца када је отворен. Стадион је био домаћин више мечева на Светском првенству 1930., укључујући финале, којем је присуствовало 93.000 гледалаца.

## Састав Уругваја
Подаци ажурирани 17. новембра 2020.
| Име                      | Датум рођења  | Број наступа | Број голова | Клуб               |         |         |
| Голмани                  | Голмани       | Голмани      | Голмани     | Голмани            | Голмани | Голмани |
| ------------------------ | ------------- | ------------ | ----------- | ------------------ | ------- | ------- |
| Фернандо Муслера         | 16. 6. 1986.  | 116          | 0           | Галатасарај        |         |         |
| Мартин Кампања           | 29. 5. 1989.  | 9            | 0           | Ал-Батин           |         |         |
| Одбрамбени фудбалери     |               |              |             |                    |         |         |
| Хосе Хименез             | 20. 11. 1995. | 60           | 8           | Атлетико Мадрид    |         |         |
| Дијего Годин             | 16. 2. 1986.  | 139          | 8           | Каљари             |         |         |
| Себастијан Коатес        | 7. 10. 1990.  | 40           | 1           | Спортинг Лисабон   |         |         |
| Мартин Касерес           | 7. 4. 1987.   | 102          | 4           | Фиорентина         |         |         |
| Фудбалери средине терена |               |              |             |                    |         |         |
| Родриго Бентанкур        | 25. 6. 1997.  | 33           | 0           | Јувентус           |         |         |
| Најтан Нандез            | 28. 12. 1995. | 35           | 0           | Каљари             |         |         |
| Лукас Тореира            | 11. 2. 1996.  | 26           | 0           | Атлетико Мадрид    |         |         |
| Матијас Весино           | 24. 8. 1996.  | 41           | 3           | Интер              |         |         |
| Нападачи                 |               |              |             |                    |         |         |
| Луис Суарез              | 14. 1. 1987.  | 116          | 63          | Атлетико Мадрид    |         |         |
| Кристијан Стуани         | 12. 10. 1986. | 50           | 8           | Ђирона             |         |         |
| Макси Гомез              | 14. 8. 1996.  | 19           | 3           | Валенсија          |         |         |
| Единсон Кавани           | 14. 2. 1987.  | 118          | 51          | Манчестер јунајтед |         |         |

## Рекорди

### Највише одиграних утакмица
Активни фудбалери су подебљани:
Подаци ажурирани 17. новембра 2020:
| Позиција | Фудбалер            | Репрезентативна каријера | Број утакмица | Број голова |
| -------- | ------------------- | ------------------------ | ------------- | ----------- |
| 1.       | Дијего Годин        | 2005—                    | 139           | 8           |
| 2.       | Макси Переира       | 2005—2008                | 125           | 3           |
| 3.       | Едисон Кавани       | 2008—                    | 118           | 51          |
| 4.       | Фернандо Муслера    | 2009—                    | 116           | 0           |
| 5.       | Луис Суарез         | 2007—                    | 116           | 63          |
| 6.       | Дијего Форлан       | 2002—2014                | 112           | 36          |
| 7.       | Кристијан Родригез  | 2003—2018                | 110           | 11          |
| 8.       | Мартин Касерес      | 2007—                    | 102           | 4           |
| 9.       | Дијего Лугано       | 2003—2014                | 95            | 9           |
| 10.      | Егидио Аревало Риос | 2006—2017                | 90            | 0           |

### Најбољи стрелци
Активни фудбалери су подебљани:
Подаци ажурирани 17. новембра 2020:
| Позиција | Фудбалер        | Репрезентативна каријера | Број голова | Број утакмица |
| -------- | --------------- | ------------------------ | ----------- | ------------- |
| 1.       | Луис Суарез     | 2007—                    | 63          | 116           |
| 2.       | Единсон Кавани  | 2008—                    | 51          | 118           |
| 3.       | Дијего Форлан   | 2004—2017.               | 36          | 112           |
| 4.       | Ектор Скароне   | 1917—1930.               | 31          | 52            |
| 5.       | Анхел Романо    | 1913—1927.               | 28          | 69            |
| 6.       | Оскар Мигез     | 1950—1958.               | 27          | 39            |
| 7.       | Себастијан Абру | 1996—2012.               | 26          | 70            |
| 8.       | Педро Петроне   | 1923—1930.               | 24          | 29            |
| 9.       | Карлос Агвилера | 1982—1997.               | 22          | 64            |
| 9.       | Фернандо Морена | 1971—1983.               | 22          | 53            |